# Nigerrhynchus opisthoporus
Nigerrhynchus opisthoporus är en plattmaskart som beskrevs av Schilke 1970. Nigerrhynchus opisthoporus ingår i släktet Nigerrhynchus och familjen Cystiplanidae. Inga underarter finns listade i Catalogue of Life.